# Henri Guaino
Henri Guaino, né le 11 mars 1957 à Arles (Bouches-du-Rhône), est un haut fonctionnaire et homme politique français.
Économiste au Crédit lyonnais de 1982 à 1986 et chargé de cours à l'ESCP Europe et à l'École normale supérieure de Saint-Cloud entre 1984 et 1987, il devient chargé de mission à la direction du Trésor au ministère des Finances et adjoint au secrétaire général du Club de Paris de 1987 à 1988, puis maître de conférences à l'IEP de Paris entre 1988 et 2003. De 1995 à 1998, il est à la tête du commissariat général du Plan, avant d'être nommé conseiller-maître près la Cour des comptes, au tour extérieur, en 2006.
Membre du RPR, de l'UMP puis des Républicains, il est conseiller spécial du président de la République Nicolas Sarkozy du 16 mai 2007 au 15 mai 2012, il est notamment l'auteur de ses principaux discours pendant tout le quinquennat. Il est ensuite élu député dans la 3e circonscription des Yvelines en 2012.
Défendant une ligne gaulliste, colbertiste, jacobine et assimilationniste[réf. nécessaire], il tente de se présenter à l'élection présidentielle de 2017, mais il n'obtient pas les signatures d'élus nécessaires. Lors des élections législatives qui suivent, il se présente sans succès dans la 2e circonscription de Paris, après quoi il annonce son retrait de la vie politique et réintègre la Cour des comptes au sein de la troisième chambre, qui contrôle le champ de l'enseignement supérieur et de la recherche.

## Origines, études et famille
Henri Guaino n'a pas connu son père et est élevé par sa mère, femme de ménage, et sa grand-mère, concierge. Guaino, le nom du mari de sa mère lui est imposé à dix ans.
Après ses années d'études secondaires au lycée Ampère d'Arles, il obtient une licence d'histoire à l'université Paris-Sorbonne. Il est diplômé de l'IEP de Paris (section Service Public, 1978), mais échoue trois fois au concours d'entrée de l'ENA. Il obtient un DEA de politique économique de Paris IX-Dauphine,, ainsi qu'une maîtrise d’économie appliquée (Paris IX-Dauphine).
Entre 1980 et 1982, il effectue son service militaire à l’École d’application de l’arme blindée et cavalerie à Saumur, puis comme aspirant au troisième régiment de cuirassiers à Lunéville[réf. nécessaire].
Il se marie en 1990 avec Catherine Coyaud, administratrice civile, dont il divorce par la suite. Il est père de trois enfants.

## Parcours politique

### Avant l’élection présidentielle de 2007
Pendant la campagne de Jacques Chirac pour l'élection présidentielle de 1988, il est chargé par Jean-Marie Messier de réécrire les interviews de Chirac.
Enseignant vacataire à l'IEP de Paris (1988-2003), il est responsable de la recherche finance au groupe Louis-Dreyfus (1989-1990), puis des activités banque d'affaires et gestion des participations et chargé de mission auprès du président-directeur général du groupe Mutuelle d'assurance des artisans de France (1990-1993).
Nommé chargé de mission auprès de Philippe Séguin, président de l'Assemblée nationale (1993), puis conseiller auprès de Charles Pasqua (1994-1995), il est promu commissaire général au plan (du 1er septembre 1995 au 4 janvier 1998).
Proche de Philippe Séguin, catalogué comme « gaulliste social », il inspire la campagne présidentielle de Jacques Chirac de 1995 autour de la « fracture sociale » (même si la formule est de Marcel Gauchet)[réf. nécessaire].
Il participe à la création du Rassemblement pour la France (RPF)[réf. nécessaire], parti souverainiste issu de la liste conduite par Charles Pasqua aux élections européennes de 1999.
Il est écarté du Commissariat général du Plan en 1998 par Lionel Jospin, le nouveau Premier ministre, qui lui reproche la publication d'un rapport sur le chômage non conforme à l'analyse gouvernementale. Il se voit ensuite confier par Charles Pasqua l'élaboration d'une charte d'aménagement et de développement du territoire des Hauts-de-Seine (1999-2000).
Conseiller scientifique de l'Agence pour la diffusion de l'information technologique (2002-2004), il devient aussi administrateur de l'Agence de l'environnement et de la maîtrise de l'énergie (depuis 2003).
En 2001, il présente sa candidature à la mairie du 5e arrondissement de Paris sur la liste officielle du RPR. Jean Tiberi, candidat dissident du RPR, obtient 40 % des voix et Henri Guaino 9,6 %.
Il est nommé conseiller-maître à la Cour des comptes au tour extérieur en septembre 2006. Par ailleurs, il a été chroniqueur aux Échos et à La Croix.
Henri Guaino est souvent qualifié d'eurosceptique, car il a voté « non » au référendum français sur le traité de Maastricht en 1992, puis au Référendum français sur le traité établissant une constitution pour l'Europe en 2005. Il déclare d'ailleurs en mai 2014 qu'il ne soutiendra pas la liste de son parti pour les élections européennes en Île-de-France, jugée trop fédéraliste. Cette position lui vaut d'entrer en conflit avec Alain Juppé, qui lui demande de quitter l'UMP. Il fustige pour sa part ce qu'il considère être les dérives de l'UE tant sur le plan démocratique que sur celui de l'efficacité des plans de rigueur adoptés sous l'influence de l'Allemagne d'Angela Merkel.

### Conseiller spécial de Nicolas Sarkozy
Pendant la campagne pour l'élection présidentielle de 2007, il est le rédacteur des principaux discours de la campagne de Nicolas Sarkozy (à partir du discours de Nîmes de mai 2006), notamment ceux prononcés à Périgueux et à Agen, où étaient évoqués Victor Hugo, Jean Jaurès, Léon Blum et Guy Môquet. Au cours de diverses interventions dans la presse écrite ou à la radio, il est amené à assumer la paternité d'un certain nombre d'autres thèmes de cette campagne, en particulier la « liquidation de Mai 68 » et la fin des repentances.
Henri Guaino est l'auteur, entre autres, du grand discours du Bourget (14 janvier 2007), du discours d'investiture du président Sarkozy (16 mai 2007) et du discours du Congrès de Versailles (22 juin 2009).
Après l'élection de Nicolas Sarkozy en mai 2007, il est nommé conseiller spécial de celui-ci. Il l'incite à choisir le plateau des Glières comme lieu de commémoration. À nouveau, il assume les idées exprimées dans un certain nombre de discours présidentiels, dont il ne nie pas avoir été soit l'inspirateur, soit le rédacteur. Ainsi le discours de Dakar prononcé par le président le 26 juillet 2007 et vivement contesté tant en France qu'en Afrique donne lieu à une polémique avec Bernard-Henri Lévy, qui s'élève contre les fondements philosophiques maurrassiens et racistes qu'il y perçoit, et à qui il répond. Henri Guaino est, avec Marie de Gandt et Camille Pascal, la « plume » des discours présidentiels.
De la même façon, il intervient dans la polémique survenue en octobre 2007 sur le bien-fondé de prescrire aux enseignants la lecture de la lettre de Guy Môquet le 22 octobre. Le 19 octobre 2007, au micro de RTL, Henri Guaino n'admet pas le refus de certains enseignants de lire à leurs élèves le 22 octobre 2007, la lettre de Guy Môquet, conformément à l'instruction officielle du 30 août 2007 dans le cadre de la journée commémorative nationale décidée par Nicolas Sarkozy, . Il fustige alors ces professeurs « dont la nation a payé les études, dont la nation paie le salaire ».

### Député des Yvelines
Le 9 mai 2012, Henri Guaino officialise sa candidature à l'investiture UMP pour la 3e circonscription des Yvelines. Le 11 mai 2012, il est investi sur décision de Jean-François Copé qui avait reçu délégation de la commission nationale d'investiture,. Il doit faire face à des dissidences d'élus locaux,. Il arrive en tête du premier tour, avec 28,12 % des voix, et est élu avec 61,85 % des voix au second. En 2013, Henri Guaino et Gérard Longuet indiquent que le traitement actuel des députés de 7 000 € par mois, « n'est pas un traitement convenable, surtout quand on vous interdit de gagner votre vie honnêtement à côté »,,.
Candidat à l'élection du président de l'UMP, il n'obtient pas les parrainages nécessaires et dépose, le 18 septembre 2012, avec Roger Karoutchi, Patrick Ollier et Michèle Alliot-Marie, une motion gaulliste, « Le Gaullisme, une voie d’avenir pour la France », en vue du vote des militants instaurant des courants internes au sein du parti d'opposition. Le 19 octobre 2012, il annonce qu'il soutient Jean-François Copé lors du congrès pour la présidence de l'UMP.
Ayant déclaré que le juge Jean-Michel Gentil avait « déshonoré la justice » en mettant en examen Nicolas Sarkozy dans le cadre de l'affaire Bettencourt, Henri Guaino est poursuivi pour « outrage à magistrat ». Il dépose alors à l'Assemblée nationale une proposition de résolution afin de faire lever les poursuites à son encontre,,,, sans succès. Il est relaxé en première instance, le 27 novembre 2014 mais à la suite d'un appel du parquet, il est condamné, le 22 octobre 2015, à 2 000 euros d'amende. Le 15 novembre 2016, la cour de cassation annule cette condamnation considérant que l'outrage à magistrat ne peut s'appliquer dès lors que les propos litigieux n'ont pas été adressés directement au juge.

### Scrutins de 2017
Henri Guaino affirme le 2 mai 2016 réfléchir à se présenter à la primaire de la droite pour choisir le candidat pour l'élection présidentielle de 2017 et dit vouloir prendre une décision dans les semaines qui suivent. Il annonce finalement sa candidature le 13 juin 2016 en déclarant qu'il a « quelque chose à dire » , qu'il en a « assez de cette politique qui ne sait plus dire non » et que s'il n'a pas assez de parrainages il se portera directement candidat à la présidentielle,. En septembre 2016, après avoir échoué dans l'obtention des parrainages nécessaires à sa candidature à la primaire, il se déclare directement candidat à l'élection présidentielle mais n'obtient que 33 signatures d'élus sur les 500 nécessaires. Par la suite, dans le contexte des affaires visant le candidat de la droite, il déclare que François Fillon devrait retirer sa candidature.
Pour le second tour de l'élection présidentielle de 2017 entre Marine Le Pen et Emmanuel Macron, il refuse le « front républicain » et indique qu'il ne votera pour ni l'un ni l'autre des candidats.
Lors des élections législatives 2017, Les Républicains lui refusent leur investiture pour un second mandat dans les Yvelines, en raison de son comportement « déloyal » envers François Fillon : il se présente alors dans la 2e circonscription de Paris, précédemment détenue par ce dernier. Il prend pour suppléant Jean-Jacques Chaban-Delmas, fils de l'ancien Premier ministre Jacques Chaban-Delmas.
Il affronte la candidate investie par LR, Nathalie Kosciusko-Morizet, le maire divers droite du 6e arrondissement de Paris, Jean-Pierre Lecoq, ainsi que le candidat de La République en marche, Gilles Le Gendre. Éliminé au premier tour avec 4,5 % des voix, il annonce quitter la vie politique. Il déclare en outre, sur le plateau de BFM TV, que les électeurs de la circonscription dans laquelle il était candidat sont « à vomir », entre « les bobos d'un côté, qui sont dans l'entre-soi de leur égoïsme » et « cette espèce de bourgeoisie traditionnelle de droite qui va à la messe, envoie ses enfants au catéchisme et qui vote pour un type qui, pendant trente ans, s'est arrangé à tricher par tous les moyens »,.
Il affirme par ailleurs avoir été contacté par Marine Le Pen afin d'être candidat aux élections législatives sous l'étiquette FN, notamment dans le sud de la France, mais avoir décliné l'offre.

### Retrait de la vie politique
À la rentrée 2017, Henri Guaino devient éditorialiste pour Sud Radio. Il en est renvoyé fin mars 2018 après avoir défendu Nicolas Sarkozy sur l'antenne de BFM TV. La station de radio lui reproche précisément d'avoir été trop partisan politiquement durant plus d'une heure, alors que pour son travail de journaliste, le temps de parole est compté par le CSA.
En octobre 2017, il est l'invité d'une soirée organisée par le collectif Audace en tant qu'auteur de plusieurs ouvrages économiques.
Henri Guaino accepte en 2018 la présidence d'honneur de l'association politique Notre France.
Après la défaite des Républicains aux élections européennes de 2019, il sort de son « silence » en accordant un entretien au quotidien Le Figaro, dans lequel il prépare son retour dans la vie politique.

## Essayiste

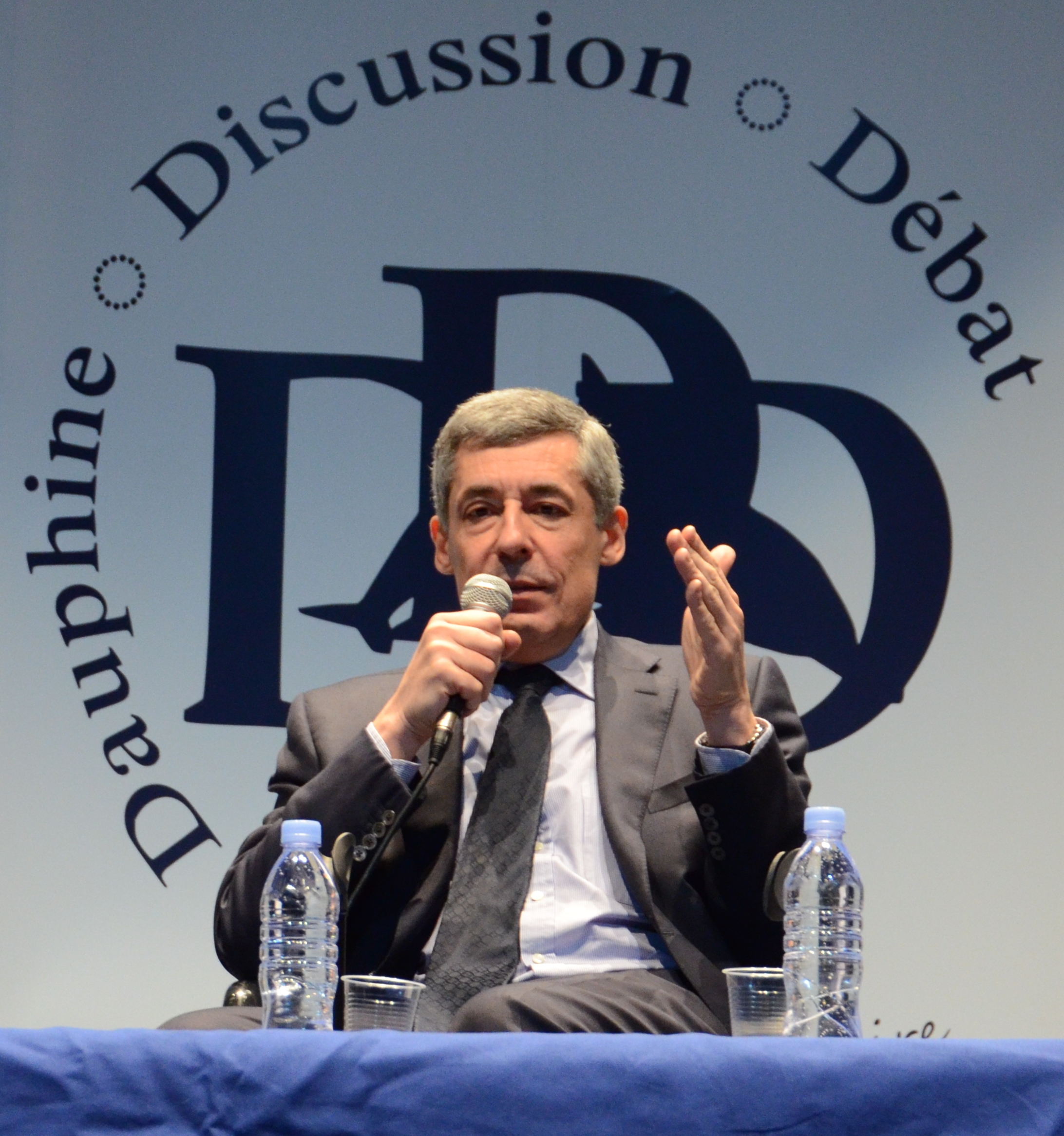
Henri Guaino lors d'un débat à l'université Paris-Dauphine.

Intéressé par l'économie et les lettres, parfois surnommé « la plume », il est notamment l'auteur de deux ouvrages : La Sottise des modernes, réactualisé en 2016 après une première publication en 2002 sur les questions de société et de civilisation et En finir avec l'économie du sacrifice sur les questions économiques et sociales. Concernant ce dernier livre, le journaliste Emmanuel Lechypre salue Henri Guaino comme étant parmi « l'une des plus belles plumes de cette rentrée économique », son livre constituant « une véritable machine de guerre contre les postures, contre les idées reçues, contre les idéologies qui nous empêchent de sortir de la crise ». Christian Chavagneux, éditorialiste et critique à Alternatives économiques, dit que « c'est le livre d'économie qui l'a le plus passionné ces dernières années ».

## Ouvrages
- Rapport au Premier ministre : Chômage - Le Cas français avec Jacques Freyssinet, Robert Castel, Jean-Paul Fitoussi, Paris, La Documentation française, 1998.
- L'Étrange Renoncement, Paris, Albin Michel, 1998.
- La France est-elle soluble dans l’Europe ?, avec Daniel Cohn-Bendit, Paris, Albin Michel, 1999.
- La Sottise des modernes, Paris, Plon, 2002.
- La nuit et le jour, Paris, Plon, 2012, 288 p.
- Mariage : Monsieur le Président donnez la parole aux français, Paris, Éditions de l'Union, 2013.
- Camus au Panthéon, discours imaginaire, Paris, Plon, 2013.
- De Gaulle au présent, Paris, Le Cherche midi, 2015.
- La Sottise des modernes, Paris, Plon, 2016 (nouvelle édition revue et augmentée).
- En finir avec l'économie du sacrifice, Paris, Odile Jacob, 2016.
- Ils veulent tuer l'Occident, Paris, Odile Jacob, 2019.
- De Gaulle, le nom de tout ce qui nous manque, Éditions du Rocher, novembre 2020
- À la septième fois les murailles tombèrent, Éditions du Rocher, octobre 2023

## Dans la fiction
- Dans le film La Conquête (2011) ainsi que le téléfilm La Dernière Campagne (2013), le personnage d’Henri Guaino est interprété par l'acteur Michel Bompoil.
- Dans le roman de politique-fiction, Une élection ordinaire de Geoffroy Lejeune (2015), où Éric Zemmour gagne l'élection présidentielle de 2017, Henri Guaino devient Premier ministre.
- Dans le roman de politique-fiction de Michel Wieviorka, Le Séisme. Marine Le Pen présidente (2016), où cette dernière gagne l'élection présidentielle de 2017, il devient ministre de l'Économie et des Finances[60].